# Sındırgı
Sındırgı là một huyện thuộc tỉnh Balıkesir, Thổ Nhĩ Kỳ. Huyện có diện tích 1395 km² và dân số thời điểm năm 2007 là 42088 người, mật độ 30 người/km².